# Europejska Federacja Pracowników Transportu
Europejska Federacja Pracowników Transportu (The European Transport Workers’ Federation - ETF) jest organizacją związkową zrzeszającą transportowe związki zawodowe z Unii Europejskiej, Europejskiego Obszaru Gospodarczego oraz krajów Europy Wschodniej. 

## Polskie organizacje afiliowane
- Sekcja Krajowa Morska NSZZ „Solidarność”
- Sekcja Krajowa Portów Morskich NSZZ „Solidarność”
- Sekcja Krajowa Kolejarzy NSZZ „Solidarność”
- Krajowa Sekcja Pracowników Transportu Lotniczego i Obsługi Lotniskowej NSZZ „Solidarność”
- Ogólnopolski Związek Zawodowy Oficerów i Marynarzy, od 1999
- Federacja Związków Zawodowych Marynarzy i Rybaków
- Związek Zawodowy Kapitanów i Oficerów
- Federacja Związków Zawodowych Pracowników PKP
- Związek Zawodowy Personelu Latającego i Pokładowego RP